# Grezzana
Grezzana é uma comuna italiana da região do Vêneto, província de Verona, com cerca de 10.043 habitantes. Estende-se por uma área de 52,01 km², tendo uma densidade populacional de 193 hab/km². Faz fronteira com Bosco Chiesanuova, Cerro Veronese, Erbezzo, Negrar, Roverè Veronese, Sant'Anna d'Alfaedo, Verona.

## Demografia
| Variação demográfica do município entre 1861 e 2011                               |
|                                                                                   |
| Fonte: Istituto Nazionale di Statistica (ISTAT) - Elaboração gráfica da Wikipedia |